# Grand Prix of Europe
Grand Prix of Europe ist ein Animationsfilm aus dem Jahr 2025, der am 24. Juli 2025 im Zuge des 50-jährigen Jubiläums des Europa-Parks veröffentlicht wurde.

## Handlung
Der Film dreht sich um die Maskottchen Ed und Edda des Europa-Parks. Ed ist ein erfolgreicher Rennfahrer, während Edda, eine junge Maus und Tochter des Jahrmarktbetreibers Erwin, davon träumt, selbst Rennfahrerin zu werden. Als das prestigeträchtige 50. Rennen des europäischen Grand Prix startet, sieht Edda ihre große Chance – nicht nur, um ihr Idol Ed zu treffen, sondern auch um das angeschlagene Geschäft ihres Vaters zu retten. Als sie Ed zum ersten Mal begegnet, steigt sie aus Versehen selbst in sein Cockpit. Daraufhin müssen Ed und Edda gemeinsam ein Rennen quer durch Europa bestreiten, bei dem sie ihre Fahrkünste unter Beweis stellen sowie zahlreiche Herausforderungen und Gefahren meistern müssen.

## Produktion
Grand Prix of Europe wurde von der Produktionsfirma Mack Magic in Koproduktion mit Warner Bros. Film Productions Germany produziert. Die Animation entstand in den Studios der Mack Animation (ehemals Ambient Entertainment) in Hannover unter der Leitung von Holger Tappe. Mack Animation war in der Vergangenheit bereits für die Animationsfilme Urmel aus dem Eis, Konferenz der Tiere und Happy Family verantwortlich. Produzent war Michael Mack, geschäftsführender Gesellschafter des Europa-Park Erlebnis-Resorts und Gründer von Mack Magic. Waldemar Fast führte Regie nach einem Drehbuch von Kirstie Falkous, Jeffrey Hylton, John T. Reynolds, Ben-Alexander Safier und Joe Vitale.

## Förderung
Grand Prix of Europe wird vom Deutschen Filmförderfonds (DFFF) gefördert.

## Hintergrund

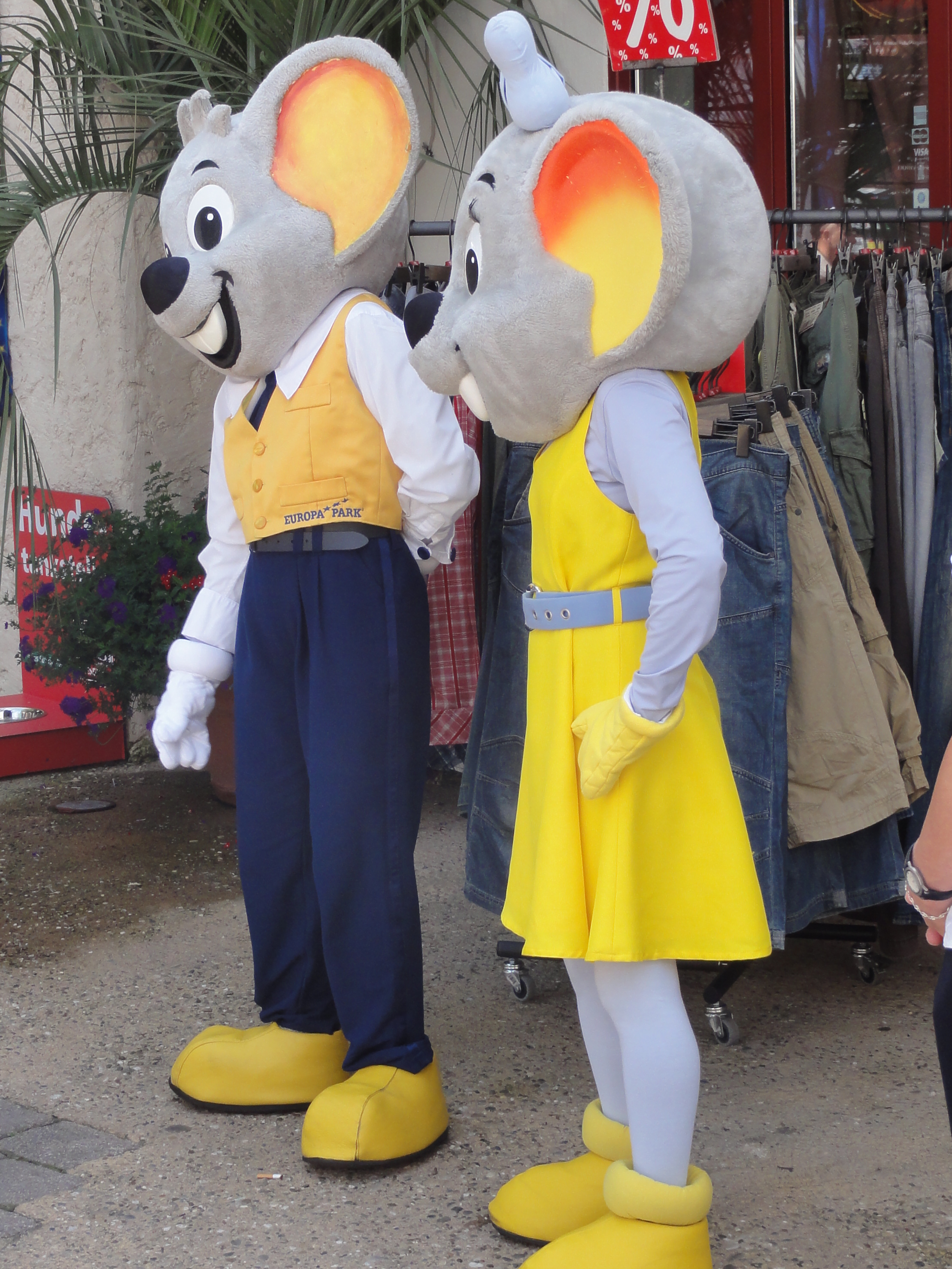
Ed und Edda, Maskottchen des Europa-Parks

Der Film ist Teil der Feierlichkeiten zum 50-jährigen Jubiläum des Europa-Parks im Jahr 2025. Die beiden Hauptfiguren Ed und Edda sind seit den 1980er beziehungsweise 2000er Jahren fester Bestandteil des Vergnügungsparks und wurden über die Jahre mehrfach komplett überarbeitet. Für die Maskottchen Ed und Edda ist es der erste Kinofilm, nachdem sie bereits in drei (4D-)Kurzfilmen im Vergnügungspark zu sehen waren.

## Soundtrack
Der Soundtrack zum Film stammt vom deutschen Oscar-Preisträger Volker Bertelmann.

## Besetzung
| Rolle      | Synchronsprecher deutsch | Synchronsprecher englisch |
| ---------- | ------------------------ | ------------------------- |
| Ed         | Hannes Maurer            | Thomas Brodie-Sangster    |
| Edda       | Maria Koschny            | Gemma Arterton            |
| Böckli     | DJ Bobo                  | DJ Bobo                   |
| Enzo       | Jan Delay                | Rob Beckett               |
| Cindy      | Rubina Nath              | Hayley Atwell             |
| Magnus     | Leonhard Mahlich         | David Menkin              |
| Nachtkrabb | Tom Vogt                 | Colin McFarlane           |
| Louis      | Axel Malzacher           | Guillaume Laroche         |
| Olivia     | Dela Dabulamanzi         | Petra Letang              |
| Richard    | Kevin Kraus              | Adam El Hagar             |
| Erwin      | Hans Bayer               | Lenny Henry               |
| Rosa       | Katja Brügger            | Ayesha Antoine            |
| Fluffy     | Michael Iwannek          | Nate Begle                |
| Jorge      | Nico Mamone              | Joseph Balderrama         |
| Mittens    | Axel Strothmann          | Matt Moselle              |
| Little Ed  |                          | Tristan Marwa             |
| Finja      | Clara Matthias           | Faith Delaney             |
| Superfan   |                          | Steven Kynman             |

## Veröffentlichung
Am 16. Januar 2025 wurde der erste Teaser-Trailer zum Film veröffentlicht. Grand Prix of Europe startete am 24. Juli 2025 in den Kinos in Deutschland, Österreich und der deutschsprachigen Schweiz. Warner Bros. Pictures Germany übernimmt den Vertrieb in diesen Ländern.
International wird der Film durch Timeless Films vertrieben und in Kinos in den Niederlanden, Brasilien, Ungarn, Argentinien und der Türkei zu sehen sein. Viva Pictures wird den Film in Nordamerika unter seinem Label Viva Kids vertreiben.

## Merchandising
Im späten Frühjahr 2025 kamen die vier Charaktere Ed, Edda, Magnus und Böckli aus dem Film als detaillierte Figuren in Zusammenarbeit mit Bullyland in den Handel.
Ab 24. Juli 2025 kam mit Ed & Edda: Grand Prix – Racing Champions das offizielle Videospiel zum Film für Nintendo Switch, PlayStation 5, Xbox Series und PC über Steam erscheinen. Das von Tivola Games und Mack Magic entwickelte Spiel bietet die Möglichkeit, zwischen acht bekannten Charakteren des Kinofilms zu wählen und auf einem Dutzend Rennstrecken durch verschiedene europäische Länder zu fahren. Spieler können ihre Fahrzeuge tunen und optisch anpassen, während sie Power-Ups und spezielle Charakterfertigkeiten meistern. Das Spiel wird Sprachunterstützung für Deutsch, Englisch und Französisch bieten.